# Deutsche Flora. Pharmaceutisch-medicinische Botanik
Deutsche Flora. Pharmaceutisch-medicinische Botanik (abreviado Deut. Fl.) es un libro con ilustraciones y descripciones botánicas que fue escrito por el botánico y geólogo alemán Gustav Karl Wilhelm Hermann Karsten y publicado en los años 1880-1883.